# Culex galliardi
Culex galliardi är en tvåvingeart som beskrevs av Edwards 1941. Culex galliardi ingår i släktet Culex och familjen stickmyggor. Inga underarter finns listade i Catalogue of Life.